# 30095 Tarabode
30095 Tarabode è un asteroide della fascia principale. Scoperto nel 2000, presenta un'orbita caratterizzata da un semiasse maggiore pari a 2,1748662 UA e da un'eccentricità di 0,0621008, inclinata di 4,50275° rispetto all'eclittica.